# SkyUp

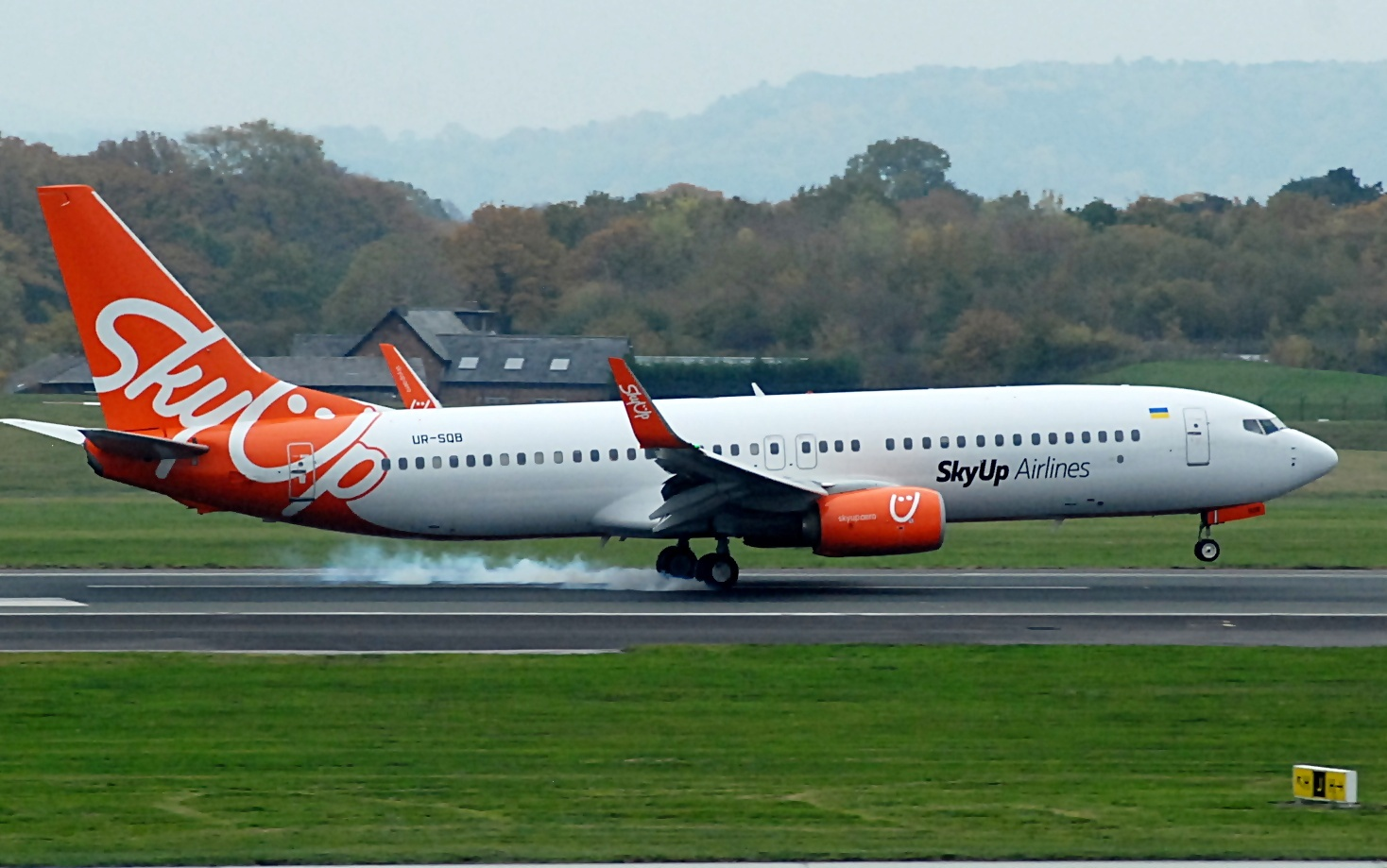
Самолёт SkyUp B 737—800 UR-SQB

Компания SkyUp Airlines, зарегистрированная в ЕГР как ООО «Авиакомпания Скайап» (англ. LLC SkyUp Airlines) — частная украинская, на данный момент крупнейшая, авиакомпания. Работает по гибридной модели— выполняет чартерные рейсы и регулярные лоукост-рейсы. 
С 2022 года базируется в Кишинёве
Основные наравления — Ближний Восток, Северная Африка, Европа.
В апреле 2020 года SkyUp начал выполнять грузовые перевозки.
К концу 2023 года авиакомпания вывела из Украины весь свой флот и на данный момент активно развивается, открывает новые направления и расширяет флот.
Фактически является крупнейшей авиакомпанией в Молдове.

## История
Авиакомпания SkyUp зарегистрирована в июне 2017 в Киеве.
16 мая 2018 авиакомпания получила от Государственной авиационной службы Украины  сертификат эксплуатанта (АОС), а в начале октября того же года — сертификат TCO от Европейского агентства авиационной безопасности (EASA), который даёт право авиакомпании летать в страны-члены EASA — 27 стран ЕС и четыре страны, которые являются членами Европейской ассоциации свободной торговли (EFTA) — Швейцария, Норвегия, Исландия и Лихтенштейн.
21 мая 2018 перевозчик выполнил первый чартерный рейс из Киева в Шарм-эль-Шейх, а 27 декабря того же года — первый регулярный рейс из Киева в Тбилиси.
Летом 2018 SkyUp стал официальным перевозчиком команды футбольного клуба «Шахтёр». Один из самолётов авиакомпании — Boeing 737-700 на 149 мест — был окрашен в ливрею футбольного клуба.
По результатам 2018—2019 гг. SkyUp Airlines вошёл в число самых динамичных авиакомпаний Европы (7 место) по версии британского издания The Anker Report.
После 24 февраля 2022 года, начала выполнять рейсы на территории Европы.
6 мая 2023 года авиакомпания основала дочернюю компанию SkyUp MT в Мальте.

## Флот
Авиакомпания SkyUp начинала деятельность с двумя самолётами. В 2021 году в авиапарке перевозчика 15 среднемагистральных самолётов Boeing 737.

В марте 2018 SkyUp Airlines и корпорация Boeing подписали контракт на закупку пяти Boeing 737 MAX общей стоимостью 624 миллиона долларов. Согласно условиям контракта самолёты должны быть поставлены до 2023 года. Контракт предусматривает опцию ещё на пять самолётов.

## Направления
| Год  | Информация о рейсах |
| ---- | --- |
| 2018 | - SkyUp в 2018 году работал на 25 международных и трёх внутриукраинских маршрутах. - Компания перевезла 441 607 пассажиров и выполнила 2322 коммерческих рейса. - Чартерные перелёты осуществлялись из Киева, Харькова, Львова и Одессы. Всего компания осуществляла полёты по 16 направлениям (подавала заявку на 55 рейсов): Анталия, Бодрум, Даламан (Турция), Шарм-эль-Шейх, Хургада, Марса-Алам (Египет), Тиват (Черногория), Барселона, Пальма-де-Майорка, Тенерифе, Аликанте (Испания), Тирана (Албания), Римини (Италия), Бургас, Варна (Болгария), Ларнака (Кипр), Дубай (ОАЭ). - В октябре 2018 году компания открыла продажи на регулярные рейсы из Киева в Грузию (Тбилиси, Батуми), Болгарию (София), Словакию (Попрад) и Испанию (Барселона, Аликанте, Тенерифе). А также в Италию (Катания, Неаполь, Римини) и на Кипр (Ларнака). - В ноябре 2018 в продажу поступили билеты на регулярные авиарейсы по маршрутам: Киев — Одесса и Харьков — Одесса. |
| 2019 | - В 2019 году SkyUp начал выполнять внутриукраинские рейсы между Киевом, Запорожьем, Одессой, Харьковом и Львовом. - Из Киева и регионов открылось около 40 направлений, среди которых страны Европы (Италия, Франция, Испания, Греция, Португалия, Хорватия, Черногория, Чехия, Австрия, Албания), Кавказа (Грузия, Армения), Ближнего Востока (Египет, Израиль) и Южной Азии (Шри-Ланка). - В 2019 году SkyUp выполнил 12 198 рейсов и перевёз 1 709 632 пассажира. |
| 2020 | - В 2020 SkyUp выполнил 8745 рейсов, которыми было перевезено 1 250 792 пассажиров. |
| 2021 | С 28 марта по 30 октября 2021 года авиаперевозчик планирует выполнять международные рейсы в 27 стран по 102 направлениям из Киева, Запорожья, Львова, Харькова и Одессы |

## Происшествия
- В июне 2019 года, Барышевский районный суд приостановил лицензию компании. В сентябре 2019 года апелляционный суд Киева официально аннулировал решение Барышевского районного суда, а судья, вынесшая неправомерное решение, была уволена[23].
- 9 ноября 2019 года, в самолёте Boeing 737-800 с бортовым номером UR-SQH, выполнявший рейс SQP 7153 из Запорожья в Шарм-эль-Шейх, произошла утечка масла из гидравлической системы, в результате чего загорелась шина левой стойки шасси. Пожар потушили за 1,5 минуты. Из 189 пассажиров на борту и 7 членов экипажа никто не пострадал.

## Деятельность во время локдауна в 2020
- С февраля по апрель 2020 года перевозчик осуществил два эвакуационных рейсы по заказу Правительства Украины — из Уханя[24] и Венеции[25].
- С 19 по 27 марта 2020 года SkyUp выполнил более 100 специальных коммерческих рейсов в 30 стран мира[26], чтобы дать возможность украинцам и иностранцам, которые имеют вид на жительство в Украине, вернуться из-за границы домой.
- Также авиакомпания осуществляла грузовые перевозки средств индивидуальной защиты и медицинских изделий[27].